# Latomia del Filosofo
La Latomia del Filosofo è tra le più antiche latomie di Siracusa.

## Storia

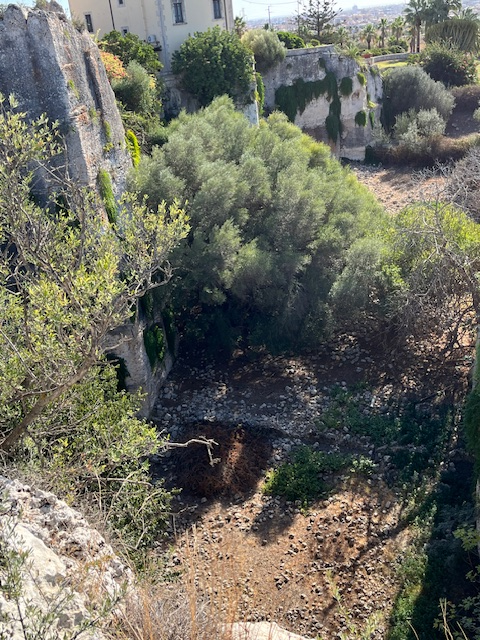
Vista interna della Latomia del Filosofo

Ubicata in Contrada Bufalaro sull’Epipoli (dal greco antico Epipoleis, che tradotto significa sopra la città), la Latomia del Filosofo è un'antica cava di pietra utilizzata per l’estrazione dei blocchi lapidei per la costruzione del Castello Eurialo e delle Mura dionigiane avvenuta tra il 402 a.C. e il 397 a.C.. Il sito è possibile visitarlo esclusivamente sull’altopiano esterno all’area, in quanto l’accesso principale è posto su un'area privata. 

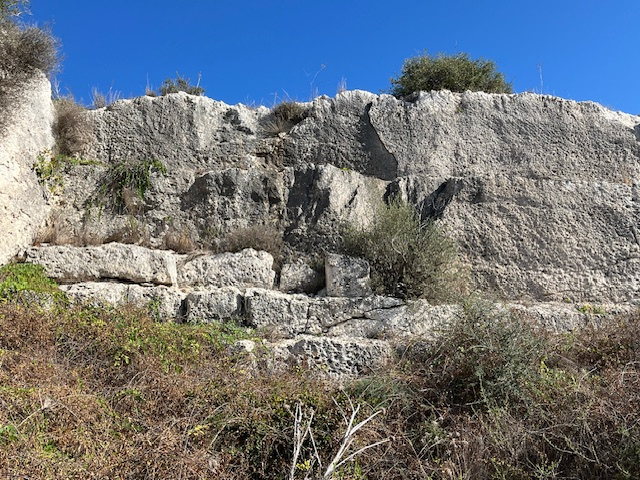
Formato di blocchi sulla parete rocciosa

Deve il suo nome al poeta filosofo Filosseno di Citera, il quale fu confidente e poeta di corte di Dionisio a Siracusa e, avendo tentato di sedurne l'amante, Galatea, fu da quest'ultimo rinchiuso nelle latomie anche per aver espresso giudizi severi sui tentativi poetici del tiranno. Secondo il racconto di Claudio Eliano, per punizione, fu li imprigionato da Dionisio nella cava, in quanto non apprezzava le composizioni poetiche del tiranno. 
Durante la prigionia il filosofo compose il suo capolavoro, Il ciclope, probabilmente rappresentata prima del 388. Il ditirambo ha forte connotazione comica e fu probabilmente scritto contro il tiranno di Siracusa Dionisio (l'ipotesi deriva da fonti antiche), tanto che la tradizione vuol vedervi un'atroce vendetta contro il persecutore. 
Nelle vicinanze della Latomia, sul lato nord, esiste un'altra cava dalle dimensioni più ridotte, visibile dal Viale Epipoli, utilizzata anch'essa per l’estrazione dei blocchi lapidei, dove si evidenziano ancora oggi alcuni formati ben definiti non ancora rimossi dalla parete rocciosa. Nelle zone limitrofe al Castello Eurialo ed alle Mura Dionigiane, di queste cave minori ne sono state riscoperte in abbondanza, a testimonianza del fatto che più aree vennero individuate ed utilizzate per permettere una più rapida costruzione dei blocchi difensivi.
Tra le diverse Latomie di Siracusa presenti in città, esse si differenziano fra di loro in tre tipologie: a taglio superficiale,  a scopo difensivo e a sfruttamento continuativo.
Le latomie di superficie, a taglio superficiale delle rocce sfruttavano soltanto piccole balze e sono sparse un po’ dovunque; Le latomie a scopo difensivo si scavavano dei fossati o si faceva scendere a picco il basamento della muraglia esterna (vedi il Castello Eurialo), mentre le grandi latomie a sfruttamento continuativo erano cave ad utilizzo intensivo.